# Sosiano Hiérocles
Sosiano Hiérocles (fl. 303) foi um aristocrata e titular de cargos públicos romano tardio. Serviu como presidente (praeses) na Síria sob Diocleciano na década de 290. Terá sido feito vigário de algum distrito, provavelmente da Diocese do Oriente (o Oriente incluía aqui a Síria, Palestina e, então, o Egito) até 303, quando foi transferido para a província da Bitínia e é devido às suas actividades anticristãs na região que ele é lembrado na actualidade. Foi, como refere o Cambridge Ancient History, "um dos perseguidores mais zelosos" dos cristãos. Neste período, Hiérocles escreveu "Amante da Verdade" (em grego: Φιλαλήθης), uma crítica ao Cristianismo. Amante da Verdade é lembrado como a primeira ocorrência da comparação, popular e polémica pagã tardia, entre o santo homem Apolónio de Tiana e Jesus Cristo.